# Lipsi
Leipsoi (Grieks: Λειψοί) is een klein eiland dat behoort tot de bij Azië gelegen Griekse eilandengroep van de Dodekanesos. Het eiland heeft een omtrek van 35 km en vormt een eigen gemeente (dimos) in de Griekse bestuurlijke regio (periferia) Zuid-Egeïsche Eilanden. Tot het eiland behoren een groot aantal kleinere, onbewoonde eilanden (noordelijke Aspronissi, zuidelijke Aspronissi, Arefousa, Refoulia, Kalavres-archipel, Fragos, Kalapodia) die een grote natuurwaarde hebben (onder meer  Audouins meeuw, Eleonora's valk, Mediterrane monniksrob, zeldzame plantensoorten).

## Algemeen
Lipsi ligt ten oosten van het eiland Patmos en heeft een haven met daarbij de kerk met blauwe koepel van Agios Ioannis en het Nikiforion museum. Het eiland is vooral aan de westzijde heuvelachtig. Daar bevindt zich ook het hoogste punt van het eiland: Skafi (277 m). Het overgrote deel van de bevolking is geconcentreerd in het gelijknamige dorp rond de belangrijkste haven van het eiland. Verder is er verspreide bebouwing in het oosten van het eiland, terwijl het westelijk deel vrijwel onbewoond is. Een groot deel van het eiland wordt gebruikt voor het hoeden van geitenkudden. Er worden verder schapen en koeien gehouden. Er is nog enige landbouw (graanteelt, vroeger ook teelten van onder andere sesamzaad en anijszaad en fruitteelt), wijnbouw en groententeelt. Ten noorden van de hoofdplaats is nog een oude, nu ruïneuze, windmolen te vinden. Lipsi beschikt over enige goede stranden, waaronder Plati Yialos, Katsadia, Chohlakoura, Kamares, Liendou en het landschappelijk zeer fraai gelegen Monodendri. Het toerisme is hier laat op gang gekomen, en vooral sinds de jaren tachtig sterk gegroeid. Tegenwoordig wordt gestreefd naar duurzaam toerisme, met een verbod op zwembaden en strandstoelen en het doorvoeren van bepaalde bouwrestricties. Het eiland heeft een voorbeeldfunctie gekregen op het gebied van recycling en duurzame energie en watermanagement. De visserij speelt een veel minder belangrijke rol in de economie dan vroeger. Een groot deel van de bevolking is half twintigste eeuw geëmigreerd naar Australië (Tasmanië). Dat is meteen ook de reden waarom Lipsi zoveel kapelletjes telt. Vele van deze migranten verlieten zeer arm Lipsi en maakten het in hun nieuwe thuisland goed. Uit dankbaarheid bouwden velen een kapelletje op hun geboorte eiland.